# Rhyzodiastes proprius
Rhyzodiastes proprius es una especie de escarabajo terrestre, categorizada en la tribu Clinidiini, de la subfamilia Rhysodinae.
Se atribuye su descripción al entomólogo de origen escocés Thomas Broun, quien la citaron por primera vez en 1880. La especie aparece registrada en la sección On the family Rhysodidae. XI. de The Annals and Magazine of Natural History, (6), 2: 76-85, publicada por Lewis, G. en 1888.

## Descripción
Rhyzodiastes proprius mide 6,0-8,0 mm de longitud. El lóbulo medio de la cabeza es alargado, cuenta con ojos relativamente diminutos de aproximadamente 0,5 mm longitud, pronoto de 1,45 mm de longitud.

## Distribución y hábitat
Se distribuye por Nueva Zelanda. Vive confinado en la isla Norte, donde las  larvas y los ejemplares adultos se han encontrado en troncos podridos.